# Eredivisie 2019
La Eredivisie 2019 è la 35ª edizione del campionato di football americano di primo livello, organizzato dalla AFBN.

## Squadre partecipanti
| Club                 | Città     | Stadio | Sponsor ufficiale | Risultato nella stagione 2018 |
| -------------------- | --------- | ------ | ----------------- | ----------------------------- |
| Amsterdam Crusaders  | Amsterdam |        |                   |                               |
| Arnhem Falcons       | Arnhem    |        |                   |                               |
| Flevo Phantoms       | Almere    |        |                   |                               |
| Groningen Giants     | Groninga  |        |                   |                               |
| Hilversum Hurricanes | Hilversum |        |                   |                               |
| Lelystad Commanders  | Lelystad  |        |                   |                               |
| Lightning Leiden     | Leida     |        |                   |                               |
| Utrecht Dominators   | Utrecht   |        |                   |                               |

## Stagione regolare

### Calendario

#### 1ª giornata
| Groninga 16 febbraio 2019, ore 14:00 | Groningen Giants | 14 – 12 (0-0 14-0 0-6 0-6) referto | Flevo Phantoms | Sportpark Corpus den Hoorn |

#### 2ª giornata
Questa data inizialmente prevedeva la 1ª giornata con gli incontri Crusaders-Lightning, Commanders-Giants e Hurricanes-Falcons.
| Utrecht 24 febbraio 2019, ore 14:00 | Utrecht Dominators | 12 – 48 referto | Hilversum Hurricanes | Sportpark Overdreecht Noord |

| Lelystad 24 febbraio 2019, ore 14:00 | Lelystad Commanders | 14 – 13 referto | Arnhem Falcons | Sportvereniging Batavia 90 |

| Leida 24 febbraio 2019, ore 14:00 | Lightning Leiden | 0 – 54 referto | Amsterdam Crusaders | Lightning Field |

#### 3ª giornata
Giornata inizialmente prevista il 10 marzo (come 2ª giornata) con gli incontri Commanders-Crusaders, Hurricanes-Lightning e Falcons-Giants.
| Almere 3 marzo 2019, ore 14:00 | Flevo Phantoms | 12 – 13 referto | Hilversum Hurricanes | Sportpark de Marken |

| Lelystad 3 marzo 2019, ore 14:00 | Lelystad Commanders | 40 – 0 (a tavolino) referto | Utrecht Dominators | Sportvereniging Batavia 90 |

| Groninga 3 marzo 2019, ore 14:00 | Groningen Giants | 22 – 6 referto | Lightning Leiden | Sportpark Corpus den Hoorn |

#### 4ª giornata
Questa data inizialmente prevedeva la 2ª giornata.
| Amsterdam 9 marzo 2019, ore 19:00 | Amsterdam Crusaders | 39 – 0 referto | Arnhem Falcons | Sportpark Sloten |

#### 5ª giornata
Questa data prevedeva inizialmente le 3ª giornata, con gli incontri Lightning-Falcons e Commanders-Hurricanes.
| Loosdrecht 16 marzo 2019, ore 19:00 | Hilversum Hurricanes | 7 – 26 referto | Arnhem Falcons |  |

| Groninga 17 marzo 2019, ore 14:00 | Groningen Giants | 44 – 13 referto | Utrecht Dominators | Sportpark Corpus den Hoorn |

| Lelystad 17 marzo 2019, ore 14:00 | Lelystad Commanders | 33 – 7 referto | Lightning Leiden | Sportvereniging Batavia 90 |

| Almere 17 marzo 2019, ore 14:00 | Flevo Phantoms | 6 – 69 referto | Amsterdam Crusaders | Sportpark de Marken |

#### 6ª giornata
Il 23 marzo era inizialmente previsto l'incontro Crusaders-Giants, valido per la 4ª giornata; il 31 marzo era prevista la 5ª giornata, con gli incontri Crusaders-Falcons, Lightning-Commanders e Hurricanes-Giants.
| Leida 31 marzo 2019, ore 14:00 | Lightning Leiden | 20 – 7 referto | Utrecht Dominators | Lightning Field |

| Groninga 31 marzo 2019, ore 14:00 | Groningen Giants | 6 – 33 referto | Lelystad Commanders | Sportpark Corpus den Hoorn |

| Amsterdam 31 marzo 2019, ore 14:00 | Amsterdam Crusaders | 34 – 6 referto | Hilversum Hurricanes | Sportpark Sloten |

| Arnhem 31 marzo 2019, ore 14:00 | Arnhem Falcons | 40 – 14 referto | Flevo Phantoms | Sportpark Cranevelt |

#### 7ª giornata
Questa data prevedeva inizialmente la 6ª giornata, con gli incontri Giants-Lightning, Falcons-Commanders e Crusaders-Hurricanes.
| Almere 13 aprile 2019, ore 19:00 | Flevo Phantoms | 19 – 14 referto | Arnhem Falcons | Sportpark de Marken |

| Lelystad 14 aprile 2019, ore 14:00 | Lelystad Commanders | 36 – 14 referto | Groningen Giants | Sportvereniging Batavia 90 |

| Utrecht 14 aprile 2019, ore 14:00 | Utrecht Dominators | 20 – 21 referto | Lightning Leiden | Sportpark Overdreecht Noord |

#### 8ª giornata
Questa data prevedeva inizialmente la 7ª giornata, con gli incontri Giants-Commanders e Falcons-Hurricanes.
| Loosdrecht 21 aprile 2019, ore 14:00 | Hilversum Hurricanes | 27 – 16 referto | Lelystad Commanders |  |

| Almere 21 aprile 2019, ore 14:00 | Flevo Phantoms | 35 – 9 referto | Utrecht Dominators | Sportpark de Marken |

| Leida 21 aprile 2019, ore 14:00 | Lightning Leiden | 9 – 10 referto | Arnhem Falcons | Lightning Field |

#### 9ª giornata
Il 27 aprile era inizialmente previsto l'incontro Lightning-Crusaders, valido per l'8ª giornata; il 5 maggio era prevista la 9ª giornata, con gli incontri Falcons-Lightning, Hurricanes-Commanders e Giants-Crusaders.
| Groninga 4 maggio 2019, ore 19:00 | Groningen Giants | 16 – 17 referto | Hilversum Hurricanes | Sportpark Corpus den Hoorn |

| Almere 5 maggio 2019, ore 14:00 | Flevo Phantoms | 3 – 6 referto | Lightning Leiden | Sportpark de Marken |

| Amsterdam 5 maggio 2019, ore 14:00 | Amsterdam Crusaders | 42 – 3 referto | Lelystad Commanders | Sportpark Sloten |

| Arnhem 5 maggio 2019, ore 14:00 | Arnhem Falcons | 26 – 13 referto | Utrecht Dominators | Sportpark Cranevelt |

#### 10ª giornata
Giornata aggiunta in seguito alla ristrutturazione del calendario.
| Loosdrecht 11 maggio 2019, ore 19:00 | Hilversum Hurricanes | 7 – 42 referto | Amsterdam Crusaders |  |

#### 11ª giornata
Questa data inizialmente prevedeva la 10ª giornata con gli incontri Crusaders-Commanders, Lightning-Hurricanes e Giants-Falcons.
| Utrecht 19 maggio 2019, ore 14:00 | Utrecht Dominators | 6 – 80 referto | Amsterdam Crusaders | Sportpark Overdreecht Noord |

| Arnhem 19 maggio 2019, ore 14:00 | Arnhem Falcons | 7 – 3 referto | Groningen Giants | Sportpark de Marken |

| Loosdrecht 19 maggio 2019, ore 14:00 | Hilversum Hurricanes | 36 – 33 referto | Lightning Leiden |  |

| Lelystad 19 maggio 2019, ore 14:00 | Lelystad Commanders | 48 – 33 referto | Flevo Phantoms | Sportvereniging Batavia 90 |

#### 12ª giornata
Giornata aggiunta in seguito alla ristrutturazione del calendario.
| Amsterdam 25 maggio 2019, ore 19:00 | Amsterdam Crusaders | 42 – 0 referto | Groningen Giants | Sportpark Sloten |

#### 13ª giornata
Questa data inizialmente prevedeva l'11ª giornata con gli incontri Hurricanes-Crusaders, Commanders-Falcons e Lightning-Giants.
| Loosdrecht 1º giugno 2019, ore 19:00 | Hilversum Hurricanes | 33 – 6 referto | Flevo Phantoms |  |

| Utrecht 2 giugno 2019, ore 14:00 | Utrecht Dominators | 0 – 54 referto | Lelystad Commanders | Sportpark Overdreecht Noord |

| Arnhem 2 giugno 2019, ore 14:00 | Arnhem Falcons | 0 – 68 referto | Amsterdam Crusaders | Sportpark Cranevelt |

| Leida 2 giugno 2019, ore 14:00 | Lightning Leiden | 27 – 6 referto | Groningen Giants | Lightning Field |

#### 14ª giornata
Questa data inizialmente prevedeva la 12ª giornata con gli incontri Giants-Hurricanes Falcons-Crusaders e Commanders-Lightning.
| Amsterdam 15 giugno 2019, ore 19:00 | Amsterdam Crusaders | 76 – 0 referto | Flevo Phantoms | Sportpark Sloten |

| Leida 16 giugno 2019, ore 14:00 | Lightning Leiden | 6 – 13 referto | Lelystad Commanders | Lightning Field |

| Arnhem 16 giugno 2019, ore 14:00 | Arnhem Falcons | 16 – 6 referto | Hilversum Hurricanes | Sportpark Cranevelt |

| Utrecht 16 giugno 2019, ore 14:00 | Utrecht Dominators | 12 – 21 referto | Groningen Giants | Sportpark Overdreecht Noord |

### Classifiche
Le classifiche della regular season sono le seguenti:
- PCT = percentuale di vittorie, G = partite giocate, V = partite vinte, P = partite perse, PF = punti fatti, PS = punti subiti

#### Girone A
| Pos. | Squadra              | PCT   | G  | V  | N | P | PF  | PS  |
| ---- | -------------------- | ----- | -- | -- | - | - | --- | --- |
| 1    | Amsterdam Crusaders  | 1.000 | 10 | 10 | 0 | 0 | 546 | 28  |
| 2    | Arnhem Falcons       | .600  | 10 | 6  | 0 | 4 | 152 | 192 |
| 3    | Hilversum Hurricanes | .600  | 10 | 6  | 0 | 4 | 200 | 213 |
| 4    | Flevo Phantoms       | .200  | 10 | 2  | 0 | 8 | 140 | 322 |

#### Girone B
| Pos. | Squadra             | PCT  | G  | V | N | P  | PF  | PS  |
| ---- | ------------------- | ---- | -- | - | - | -- | --- | --- |
| 1    | Lelystad Commanders | .800 | 10 | 8 | 0 | 2  | 290 | 148 |
| 2    | Lightning Leiden    | .400 | 10 | 4 | 0 | 6  | 135 | 204 |
| 3    | Groningen Giants    | .400 | 10 | 4 | 0 | 6  | 146 | 205 |
| 4    | Utrecht Dominators  | .000 | 10 | 0 | 0 | 10 | 92  | 389 |

## Playoff

### Tabellone
|  | Semifinali | Semifinali          | Semifinali |                     |    | XXXV Tulip Bowl     | XXXV Tulip Bowl | XXXV Tulip Bowl |  |
|  |            |                     |            |                     |    |                     |                 |                 |  |
|  | 1A         | Amsterdam Crusaders | 62         |                     |    |                     |                 |                 |  |
|  | 1A         | Amsterdam Crusaders | 62         |                     |    |                     |                 |                 |  |
|  | 2B         | Lightning Leiden    | 0          |                     |    |                     |                 |                 |  |
|  | 2B         | Lightning Leiden    | 0          |                     | 1A | Amsterdam Crusaders | 37              |                 |  |
|  |            |                     |            |                     | 1A | Amsterdam Crusaders | 37              |                 |  |
|  |            |                     | 1B         | Lelystad Commanders | 7  |                     |                 |                 |  |
|  | 2A         | Arnhem Falcons      | 1B         | Lelystad Commanders | 7  | 10                  |                 |                 |  |
|  | 2A         | Arnhem Falcons      |            |                     |    |                     |                 |                 |  |
|  | 1B         | Lelystad Commanders | 34         |                     |    |                     |                 |                 |  |

### Semifinali
| Amsterdam 23 giugno 2019, ore 14:00 | Amsterdam Crusaders | 62 – 0 referto | Lightning Leiden | Sportpark Sloten |

| Lelystad 23 giugno 2019, ore 14:00 | Lelystad Commanders | 34 – 10 referto | Arnhem Falcons | Sportvereniging Batavia 90 |

### XXXV Tulip Bowl
| Amsterdam 7 luglio 2019, ore 19:00 | Amsterdam Crusaders | 37 – 7 referto | Lelystad Commanders | Nationaal Rugby Centrum Amsterdam |

## Verdetti
- Amsterdam Crusaders Campioni dei Paesi Bassi 2019 (20º titolo)